# 박영무
박영무(朴英武, 1943년 ~)는 대전고등법원장과 사법연수원장 등을 역임한 법조인이다.

## 생애
1943년 함경북도 청진시에서 태어나 서울대학교 법학과를 졸업하고 제8회 사법시험에 합격해 육군 대위를 전역하고 판사에 임용되었다.
서울고등법원 부장판사로 재직 중이던 1993년 9월 고위 공직자 재산 신고에서 부인 명의로 '靑田'과 '毅齊'의 동양화 각 1점, 以堂과 毅齊 병풍 2점을 신고했다.
서울지방법원 서부지원장으로 재직하다 법원장으로 승진하여 1999년 10월 11일에 창원지방법원, 2000년 7월 21일에 서울행정법원, 2000년 9월 7일에 서울지방법원에서 법원장을 하였으며 2001년 2월 12일에 대전고등법원장으로 승진하여 재직하던 중, 2001년 8월 4일에 부산고등법원장으로 전보된 이융웅의 후임으로 특허법원장을 겸임하다가 2002년 2월 8일에 사법연수원장으로 전보되었다. 사법연수원장으로 재직하다 정기 인사가 있던 2003년 2월 12일을 앞두고 스스로 퇴직했다.
최종영 대법원장은 사법연수원장으로 재직 중이던 2002년 2월 19일에 김대환신명균의 사직에 따라 최종영 대법원장에 의해 이융웅 서울고등법원장과 함께 신임 중앙선거관리위원회 위원으로 지명됐다.
서울고등법원에서 재판장으로 재직하던 1987년 2월 23일에 유성환 의원에 대한 3차 공판을 마치고 나오면서 "법정이 시장 바닥이나 유세장처럼 돼 버렸다"고 하면서도 "법정소란은 엄벌로도 잘 잡히지 않고 그렇다고 방치할 수도 없어 고민이다"고 말했으며 1988년 11월 14일에는 미국 대사관 점거 및 폭발물 투척 사건으로 구속된 피고인 3명의 특수공무집행방해 재판 선고를 마치고 방청객 10여명이 법대 위로 뛰어오르고 사건 판결문이 빼앗으면서 "전두환이나 이순자는 잡아넣지 않고 엉뚱한 사람들만 잡아 넣는다"며 항의하는 사건이 발생했지만 곧 그밖의 방청객 50여명이 이들에 합세하여 경찰이 출동하여 7명을 연행했다.
서울지방법원장으로 재직하던 2000년 10월 24일 국회 법제사법위원회 국정감사에서 법원 경매절차의 투명성 확보 방안을 묻는 자민련 김학원 의원의 질의에 "인터넷을 통한 경매정보 제공을 검토하겠다"고 말했다.

## 주요 판결
- 서울형사지방법원 합의14부 재판장으로 재직하던 1986년 7월 29일에 임산부를 강간하고 금품을 빼앗은 피고인에 대해 강도 강간죄를 적용해 무기징역과 보호감호 처분 10년을 선고하면서 공범에 대해 각각 징역15년 보호감호 10년과 징역7년을 선고했다.[13] 8월 19일에 1985년말 전학련의 내,외신 기자회견과 1986년 2월 4일 서울대 연합 시위 등을 주도하여국가보안법위반으로 구속된 전 전학련 의장 오수진(24세)에 대해 징역7년 자격정지7년을 선고했다.[14] 9월 10일에 5.3 인천 사태로 구속된 한국교원대 조교 이종태(30세)에 대해 소요죄 등을 적용해 징역2년 자격정지2년, 성균관대생 임영빈에게 징역2년 자격정지2년 집행유예3년을 선고했다.[15] 11월 4일에 5.3 인천 사태 등으로 구속된 민통련 의장 문익환 목사가 "마음대로 선고하라"며 퇴정한 가운데 소요죄와 시위 선동죄를 적용하여 징역3년을 선고했다.[16] 11월 11일에 5.3 인천 사태에 참가하여 국가보안법위반으로 구속된 22세 피고인에게 "시위에 부화뇌동하여 참가했고 유인물 소지 경위 등에 참작할 사유가 있다"며 징역2년 자격정지2년 집행유예3년을 선고했다.[17] 11월 21일에 부산 미국문화원 방화 사건으로 구속된 서울대 자민투 부위원장 박종진, 박종석에게 국가보안법 이적단체 구성 등과 특수공무집행방해죄로 징역 6년 자격정지 5년을 선고했다.[18] 12월 12일에 브로커와 모의해 채권을 부정거래하여 구속된 현대증권 대표와 상무에게 특정경제범죄 가중처벌법 위반(금융기관 임직원 수재)으로 징역2년을 각각 선고했다.[19] 12월 15일에 살인으로 구속된 방모군(19세)에게 "증거가 없다"며 무죄를 선고했다.[20] 1987년 3월 17일에 마르크스-레닌주의당 결성을 기도한 피고인 3명에 대한 국가보안법위반 피고인 1명에 대해 징역5년 자격정지5년, 2명에게 징역3년 자격정지3년을 선고했다.[21] 4월 13일에 국가보안법위반으로 구속된 유성환 의원에 대해 "공소사실 중에서 5.3 인천 사태, 삼민 이념 부분에 대한 발언이 유죄로 인정된다"고 하면서 "기자들에게 발언 원고를 사전에 배포한 것은 면책 특권의 대상이 아니며"는 이유로 징역1년 자격정지1년을 선고하면서 "이 나라 국시는 반공이 아니라 통일이어야 한다고 하면서 통일이나 민족이라는 용어는 자본주의나 공산주의보다 위에 있어야 한다는 부분에 대해 용공으로 단정할 수 없다"고 했다.[22]

- 부산고등법원 제1형사부 재판장으로 재직하던 1992년 12월 11일에 교통사고를 내고 나서 뒤늦게 특가법 도주와 도로교통법 위반으로 기소하여 1심에서 징역10월 집행유예2년을 선고받은 피고인에 대해 "특가법상 법률상 안전 운전 의무와 도로교통법상 업무상 주의 의무가 일치하는 이 사고는 형이 무거운 특가법에 따라 처벌받아야 하나 범칙금 납부로 이미 도로교통법위반에 대해 처벌받았으므로 다시 처벌할 수 없다"고 하면서 면소 판결했다.[23]  12월 30일에 대한민국 제14대 국회의원 선거에서 지구당 개편대회를 하면서 금품을 제공한 이강두 의언에 대해 "금품을 제공한 사실은 인정되나 유권자가 아닌 당원에게 점심값 명목으로 지급한 것이고 옥중 출마로 49%의 압도적인 지지로 당선된 점을 참작했다"며 1심에서 징역1년을 선고한 원심을 깨고 선고유예했다.[24]